# Eric Dodds
Eric Robertson Dodds (ur. 26 lipca 1893 w Banbridge, zm. 8 kwietnia 1979 w Oksfordzie) – irlandzki filolog klasyczny.
Syn Roberta Doddsa, doktora filologii klasycznej i dyrektora szkoły średniej w Banbridge. Ojciec zmarł na skutek alkoholizmu, gdy Eric miał siedem lat. W 1902 roku osiadł wraz z matką w Dublinie, gdzie uczęszczał do St. Andrew’s College. W 1908 roku podjął naukę na Campbell College w Belfaście, został jednak usunięty ze szkoły z powodu grubiańskiego podejścia do nauczycieli. W 1912 roku otrzymał stypendium na studia w University College w Oksfordzie, gdzie nawiązał przyjaźń z Aldousem Huxleyem i T.S. Eliotem. W 1914 roku otrzymał bakalaureat z wyróżnieniem. Zdecydowany zwolennik irlandzkiego ruchu niepodległościowego, w 1916 roku za poparcie powstania wielkanocnego władze próbowały usunąć go z uczelni. Rok później zdał egzaminy końcowe.
Po ukończeniu studiów przez krótki czas uczył w szkołach w Rathfarnham, Kilkenny oraz Dublinie, nawiązując znajomość m.in. z W.B. Yeatsem i George’em Williamem Russellem. W 1919 roku opuścił na stałe Irlandię, osiadając w Wielkiej Brytanii. Początkowo wykładał na University of Reading, w 1924 roku otrzymał posadę dyrektora studiów greckich na University of Birmingham. Głównym przedmiotem jego badań była filozofia Plotyna i neoplatoników; w 1933 roku opublikował edycję krytyczną Elementów teologii Proklosa. W roku 1936 przejął po Gilbercie Murrayu stanowisko Regius Professor of Greek na Uniwersytecie Oksfordzkim, które piastował do przejścia na emeryturę w 1960 roku. W 1944 roku ogłosił krytyczną edycję Bachantek Eurypidesa, zaś w 1959 roku Platońskiego Gorgiasza.
Do najważniejszych prac Doddsa należą The Greeks and the Irrational (1951; przekł. pol. Jacek Partyka pt. Grecy i irracjonalność, Homini, Bydgoszcz 2002 i Kraków, Wydawnictwo Benedyktynów Tyniec 2014) oraz Pagan and Christian in an Age of Anxiety (1965; przekł. pol. Jacek Partyka pt. Pogaństwo i chrześcijaństwo w epoce niepokoju, Homini, Kraków 2004, Kraków 2014). W 1977 roku wydał swoją autobiografię pt. Missing Persons.